# یان اورل بیسک
یان اورل بیسک (آلمانی: Yann Aurel Ludger Bisseck؛ ۲۹ نوامبر ۲۰۰۰) یک بازیکن فوتبال اهل آلمان است که برای باشگاه فوتبال اینترمیلان در پست مدافع بازی می‌کند.

## افتخارات

### باشگاهی
اینتر میلان
- سری آ(۱): ۲۴–۲۰۲۳
- سوپر جام فوتبال ایتالیا(۱): ۲۰۲۳
- لیگ قهرمانان اروپا: ۲۵–۲۰۲۴ (نایب‌قهرمان)